# Bembidion deligens
Bembidion deligens är en skalbaggsart som beskrevs av Thomas Casey. Bembidion deligens ingår i släktet Bembidion och familjen jordlöpare. Inga underarter finns listade i Catalogue of Life.